# Decenàlia
Decenàlia o Decènia (en llatí Decennalia o Decennia) era un festival amb jocs celebrat cada deu anys pels emperadors romans.
Tenia el seu origen en el fet que August va refusar el poder suprem quan se li va oferir de forma vitalícia i el va acceptar només per deu anys, i quan va arribar al terme, per altres deu anys (i així successivament fins a la mort). Encara que altres emperadors van rebre l'imperi vitalíciament, es va conservar el costum de celebrar la renovació amb les Decennalia cada deu anys.